# Académie de musique de Cracovie
Pour les articles homonymes, voir Académie (homonymie) et Académie de musique.
L’Académie de musique Krzysztof Penderecki de Cracovie (polonais : Akademia Muzyczna im. Krzysztofa Pendereckiego w Krakowie) est un établissement public d'enseignement supérieur à orientation professionnelle artistique et de recherche assurant une formation universitaire du premier au troisième cycle (licence, master, doctorat).
Elle a été créée en 1888 sous le nom de Conservatoire de la Société de musique de Cracovie (Konserwatorium Towarzystwa Muzycznego w Krakowie) devenue ensuite (de 1946 à 1979) École nationale supérieure de musique de Cracovie (Państwowa Wyższa Szkoła Muzyczna w Krakowie). Depuis 1979, son nom était Académie de musique de Cracovie (Akademia Muzyczna w Krakowie); à partir du 1er janvier 2021, elle porte le nom de Krzysztof Penderecki, qui y a été attribué par le parlement polonais le 27 novembre 2020. Elle est par ancienneté la deuxième école de formation supérieure de musiciens en Pologne.

## Histoire

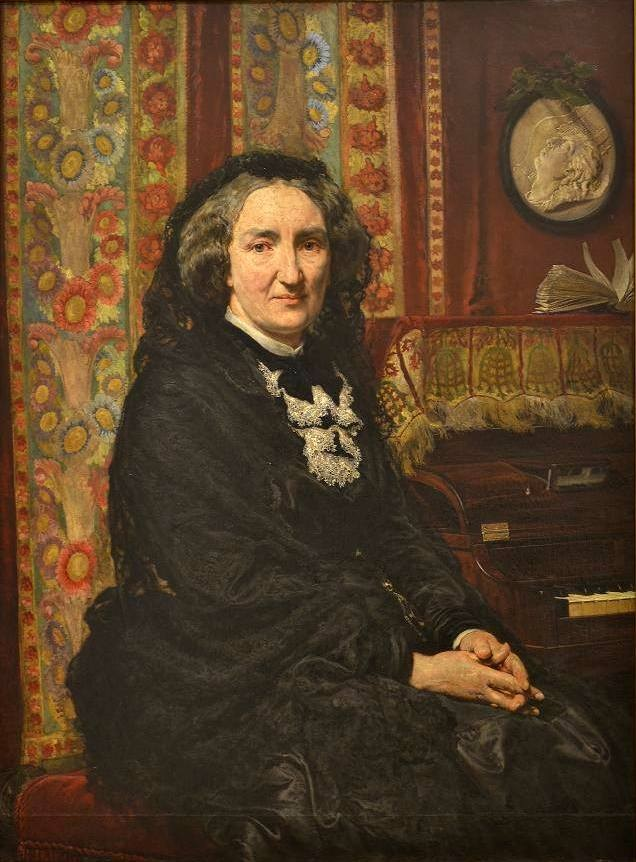
La princesse Marcelina Czartoryska, élève de Frédéric Chopin, qui a permis la fondation du Conservatoire de Cracovie, peinture de Jan Matejko (1874)

### Le Conservatoire

#### Fondation
Dans la deuxième moitié du XIXe siècle, les milieux intellectuels de Cracovie essayaient de créer une école musique comparable à l' École de Dessin et Peinture créée en 1818 au sein de l'Université de Cracovie. Depuis 1810 une école similaire existait à Varsovie, mais le problème de Cracovie était le haut degré d'exigence des autorités de Vienne pour une telle institution sur territoire de l'Empire austro-hongrois.

## Le siège de l’établissement

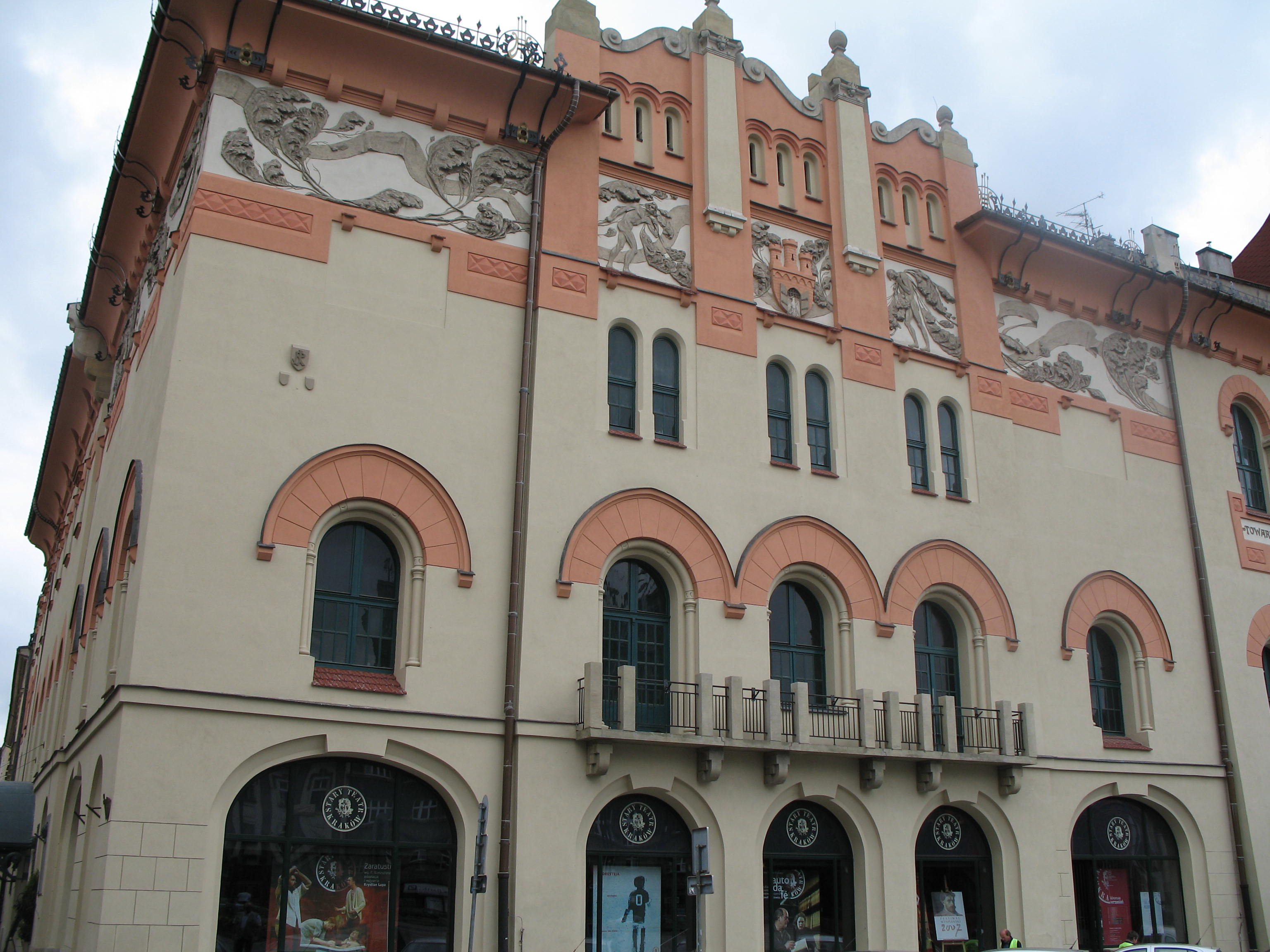
Le bâtiment du théâtre Stary place Szczepański, où le conservatoire était installé de 1906 à 1914

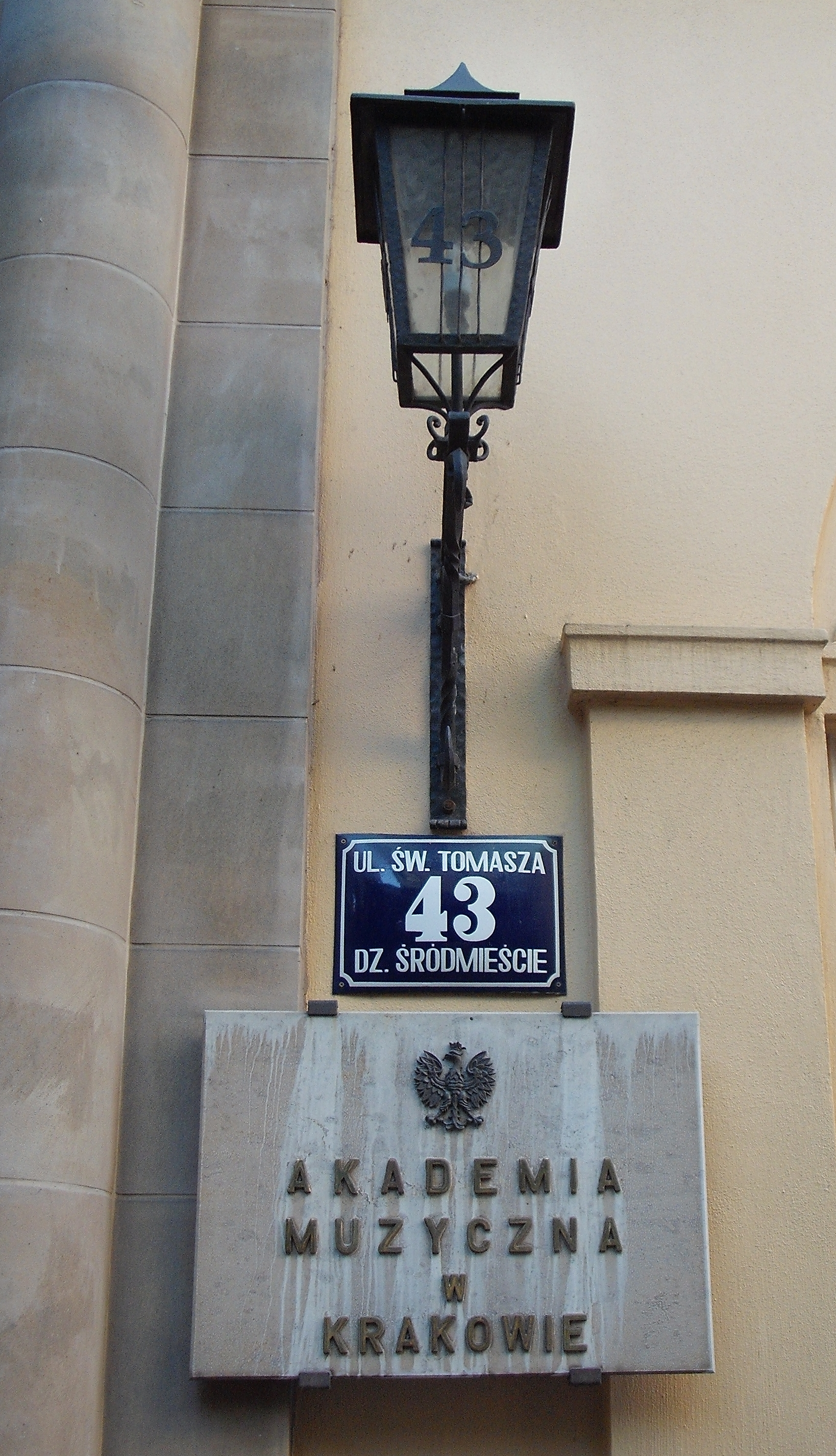
Plaque officielle

### Ancien
De 1906 à 1914 le Conservatoire était dans le bâtiment de style sécession (art nouveau) du théâtre Stary (pl). Durant la Première Guerre mondiale, il s'installa al. Krasińskiego avant de réintégrer le théâtre en 1921. 
Après la Seconde Guerre mondiale, l'établissement, rouvert en 1946 fut déplacé plusieurs fois : 1946 78 rue Basztowa, en 1948 24 rue Warszawska et à partir de 1951 3 rue Bohaterów Stalingradu (aujourd'hui redevenue rue Starowiślna), dans un bâtiment appartenant aux sœurs Ursulines.

### Aujourd'hui
En 1993 l'Académie reçut un bâtiment antérieurement occupé par le PZPR 43 rue św. Tomasza. 
L'établissement dispose également de "Florianka" pour l'organisation de concerts.

## Les facultés
L'Académie compte 3 facultés :
- Faculté de composition, interprétation et éducation musicale (Wydział Twórczości, Interpretacji i Edukacji Muzycznej)
- Faculté d'instruments (Wydział Instrumentalny) : 
  - Piano
  - Orgue
  - Clavecin et instruments anciens
  - Violons et cordes
  - Musique de chambre
  - Cuivres, percussion et accordéon
  - Musique contemporaine et jazz

- Faculté de chant et d'acteurs (Wydział wokalno-aktorski)

## Personnalités liées à l'Académie (anciens élèves et professeurs)
- Krzysztof Penderecki
- Kazimierz Kord.

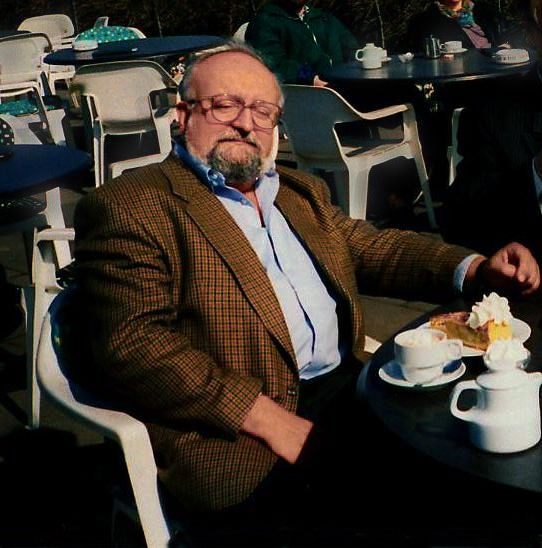
Krzysztof Penderecki, diplômé et professeur, recteur de 1972 à 1987

- Max Kowalski, fondateur du Max Klezmer Band
- Witold Rowicki.
- Joanna Wnuk-Nazarowa.
- Zdzisława Donat.
- Stanisław Skrowaczewski
- Jolanta Kowalska
- Adam Wibrowski
- Zbigniew Fil
- Bogusław Schaeffer
- Elżbieta Stefańska-Łukowicz
- Alina Świderska

### Docteurshonoris causa

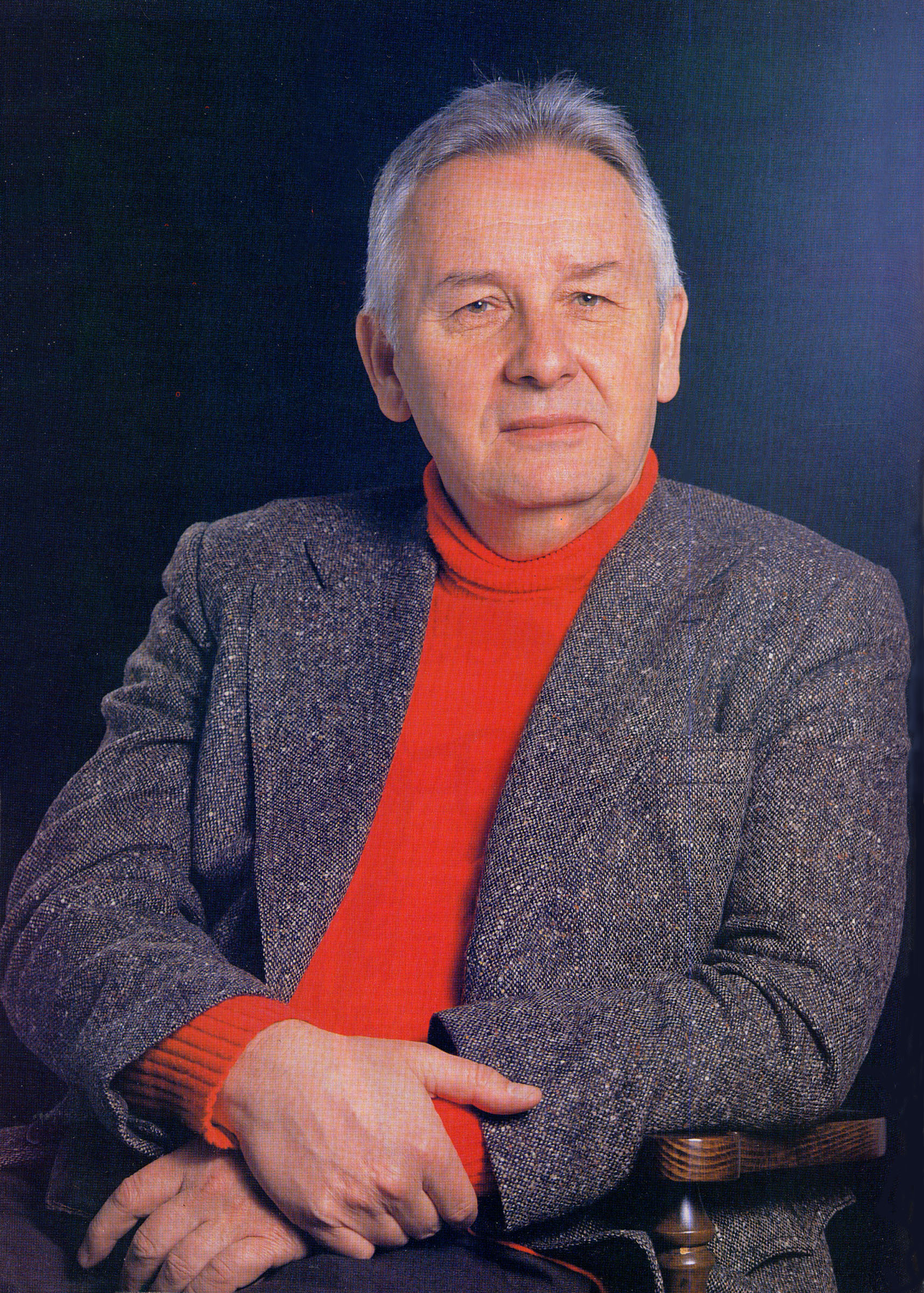
Henryk Mikołaj Górecki

- 1994 – Krzysztof Penderecki
- 1997 – Paul Sacher
- 2001 – Mieczysław Tomaszewski
- 2003 – Helmuth Rilling
- 2005 – Peter-Lukas Graf
- 2007 – Krystyna Moszumańska-Nazar
- 2008 – Henryk Górecki

## Recteurs
Recteurs de l'Académie de musique de Cracovie :
| - 1888–1921 Władysław Żeleński - 1921–1928 Wiktor Barabasz - 1929–1938 Michał Julian Piotrowski - 1938–1939 Bolesław Wallek-Walewski - 1945–1952 Zbigniew Drzewiecki - 1952–1955 Stefania Łobaczewska-Gérard de Festenburg - 1955–1963 Bronisław Rutkowski - 1964–1966 Eugenia Umińska | - 1966–1969 Jan Hoffman - 1969–1972 Józef Chwedczuk - 1972–1987 Krzysztof Penderecki - 1987–1993 Krystyna Moszumańska-Nazar - 1993–1999 Marek Stachowski - 1999–2002 Barbara Świątek-Żelazna - 2002–2004 Marek Stachowski - 2004–2012 Stanislaw Krawczynski - dès 2012 Zdzisław Łapiński |